# Григорьян, Григорий Аркадьевич
Григорий Аркадьевич Григорьян (2 мая 1899, Александрополь, Эриванская губерния, Российская империя — 27 марта 1970, Ленинград, СССР) — советский военачальник, генерал-майор (11.07.1945).

## Биография
Родился 2 мая 1899 года в городе Александрополь, ныне г. Гюмри, Армения. До службы в армии с мая 1916 года работал мастером-шорником в частной кустарной мастерской в городе Новороссийск.

### Военная служба

#### Гражданская война
20 ноября 1917 года добровольно вступил в 3-й Черноморский красногвардейский кавалерийский отряд, с марта 1918 года командовал взводом в этом отряде. После его расформирования 10 апреля переведен в отдельную кавалерийскую бригаду и был назначен командиром взвода 2-го эскадрона 1-го кавалерийского полка. С июля исполнял должность начальника разведки 6-го Курского стрелкового полка Инзенской стрелковой дивизии. В составе этих частей воевал с войсками генералов Л. Г. Корнилова, П. Н. Краснова и А. И. Деникина на Южном фронте. 1 марта 1919 года под Луганском был тяжело ранен в ногу и четыре месяца находился в госпитале. После выздоровления в июле назначен командиром взвода в 33-й кавалерийский полк 6-й кавалерийской дивизии. В сентябре переведен командиром эскадрона в 1-м кавалерийском полку при РВС 1-й Конной армии, с февраля 1920 года исполнял должность помощника командира полка. С апреля вновь командовал эскадроном в 1-м кавалерийском полку в составе Особой кавалерийской бригады при РВС 1-й Конной армии. 1 июля 1920 года в бою в районе Замостья был ранен и эвакуирован в госпиталь. Вернувшись в полк, 10 октября был назначен помощником командира эскадрона. С 15 января 1921 года командовал 2-м эскадроном 13-го кавалерийского полка этой же бригады. Сражался с вооруженными отрядами Н. И. Махно в Екатеринославской губернии.

#### Межвоенные годы
С августа 1921 года продолжил службу помощником командира эскадрона и командиром взвода в 61-м кавалерийском полку 1-й отдельной особой кавалерийской бригады им. И. В. Сталина МВО. В апреле 1924 года направлен в Туркестан, где в составе Памирского отряда на границе Китая и Афганистана исполнял должности начальника хозяйственной команды и начальника постов Восточного Памира. 15 августа 1925 года переведен командиром взвода в формируемый отдельный Киргизский кавалерийский эскадрон в городе Пишпек. С января 1926 года был помощником начальника Киргизской национальной кавалерийской школы. Участвовал в боях с басмачами.
В августе 1926 года командирован на учёбу в Киевскую объединённую военную школу им. С. С. Каменева, по окончании которой с августа 1928 года служил в Ленинаканском кавалерийском полку (позднее 76-й кавалерийский) в составе Армянской стрелковой дивизии ККА командиром взвода, помощником начальника хозяйственного довольствия полка и командиром эскадрона, врид начальника Армянской кавалерийской школы. С июня 1929 года командовал отдельным кавалерийским эскадроном этой дивизии. С мая 1931 года проходил службу помощником командира по хозяйственной части 65-го Кавказского кавалерийского полка им. ЦИК Армении 2-й Кавказской стрелковой дивизии им. А. К. Степина, а с октября 1934 года командовал этим полком в составе 17-й кавалерийской дивизии ЗакВО в городе Ленинакан. Будучи в этом полку, был награждён орденом Трудового Красного Знамени ЗСФСР. 12 сентября 1937 года был отстранен от должности и отдан под суд. В мае 1938 года осужден Военным трибуналом ЗакВО по ст. 193-17, п. «а», на 6 лет ИТЛ.

#### Великая Отечественная война
15 декабря 1941 года по пересмотру дела был освобожден из мест заключения и направлен на Карельский фронт заместителем командира 1072-го стрелкового полка 313-й стрелковой дивизии. В составе Медвежьегорской оперативной группы, а с 10 марта 1942 года — 32-й армии участвовал в оборонительных боях в районе города Повенец. С 12 мая 1942 года командовал учебным батальоном этой же дивизии. 10 октября подполковник Григорян назначается командиром 91-го стрелкового полка 37-й стрелковой дивизии. 10 января 1943 года назначен заместителем командира дивизии. Через месяц переведен на ту же должность в 367-ю стрелковую дивизию, находившуюся в обороне на рубеже: восточный берег Крив-Озеро, излучина реки Леппа, северный и северо-западный берег Хиж-Озеро, северный берег реки Салмозёрка. С 15 мая дивизия была переведена на оборону станции Масельская.
В декабре 1943 года Григорян убыл на учёбу в Высшую военную академию им. К. Е. Ворошилова, по окончании её ускоренного курса в июле 1944 года был направлен в распоряжение Военного совета 1-го Белорусского фронта и с 23 июля допущен к исполнению должности командира 217-й стрелковой дивизии. В составе 48-й армии участвовал в Белорусской, Люблин-Брестской наступательных операциях. В начале сентября её части вышли на реку Нарев в районе Шарлат и захватили плацдарм на противоположном берегу. 17 сентября дивизия была выведена во второй эшелон 29-го стрелкового корпуса и сосредоточена на восточном берегу р. Нарев. С 14 января 1945 года дивизия под его командованием в составе 48-й армии 2-го, а с 11 февраля — 3-го Белорусских фронтов принимала участие в Восточно-Прусской, Млавско-Эльбингской наступательных операциях, в боях по разгрому восточно-прусской группировки противника и овладении городами Алленштайн и Браунсберг. За овладение г. Алленштайн она была награждена орденом Ленина (05.04.1945). В начале апреля дивизия после марша заняла оборону на побережье залива Фришес-Хафф, где находилась до конца войны.
За время войны комдив Григорьян был пять раз персонально упомянут в благодарственных в приказах Верховного Главнокомандующего.

#### Послевоенное время
После войны служил в Особом военном округе (Кенигсберг) командиром прежней дивизии, с сентября 1945 года — заместитель командира 36-го гвардейского стрелкового корпуса. С мая 1946 года был врид командира, а с 20 июля — заместителем командира 16-го гвардейского стрелкового корпуса ПрибВО. С 3 августа 1946 года в том же округе командовал 16-м, а с 24 апреля 1947 года — 26-м гвардейскими стрелковыми корпусами. В ноябре 1948 года был отстранен от должности и назначен в ТуркВО заместителем командира 344-й стрелковой дивизии. В феврале 1951 года переведен на ту же должность в 75-ю стрелковую дивизию ЗакВО. 10 июня 1953 года гвардии генерал-майор Григорьян уволен в запас.

## Награды
- орден Ленина (30.04.1947)[7]
- пять орденов Красного Знамени (05.12.1942[8], 01.10.1944[9], 03.11.1944[10][7], 10.02.1945[11], 13.06.1952[7])
- орден Красной Звезды (28.10.1967)[12]
- орден Трудового Красного Знамени ЗСФСР (24.02.1933)[5]
  - медали в том числе:
  - «За оборону Советского Заполярья» (23.06.1945)[13]
  - «За победу над Германией в Великой Отечественной войне 1941—1945 гг.» (17.08.1945)[14]
  - «За взятие Кёнигсберга» (1945)

Приказы (благодарности) Верховного Главнокомандующего в которых отмечен Г. А. Григорьян.
- За переход в наступление на двух плацдармах на западном берегу реки Нарев, севернее Варшавы, прорыв глубоко эшелонированной обороны противника и овладение сильными опорными пунктами обороны немцев городами Макув, Пултуск, Цеханув, Нове-Място, Насельск. 17 января 1945 года. № 224.
- За овладение штурмом городом Пшасныш (Прасныш), городом и крепостью Модлин (Новогеоргиевск) — важными узлами коммуникаций и опорными пунктами обороны немцев. 18 января 1945 года. № 226.
- За прорыв сильно укрепленной оборону немцев на южной границе Восточной Пруссии, вторглись в её пределы и овладение городами Найденбург, Танненберг, Едвабно и Аллендорф — важными опорными пунктами обороны немцев. 21 января 1945 года. № 239.
- За овладение городом Браунсберг — сильным опорным пунктом обороны немцев на побережье залива Фриш-Гаф. 20 марта 1945 года. № 303.
- За завершение ликвидации окружённой восточно-прусской группы немецких войск юго-западнее Кёнигсберга. 29 марта 1945 года. № 317.